# Helictopleurus sinuaticornis
Helictopleurus sinuaticornis är en skalbaggsart som beskrevs av Leon Fairmaire 1898. Helictopleurus sinuaticornis ingår i släktet Helictopleurus och familjen bladhorningar. Inga underarter finns listade i Catalogue of Life.